# Fernando Flores (músico)
Fernando Flores (apodado "Craca") es un músico chileno que integró del grupo musical Los Jaivas entre 1988 y 1997.
El músico se integró a la banda antes de la muerte de Gabriel Parra, en la gira de 1988. Su principal aporte a la banda, sin embargo, vino en el disco, Hijos de la Tierra, de 1995, que significó la presentación de Juanita Parra en batería. El lugar que habían ocupado Mario Mutis y Pájaro Canzani en el bajo de la banda es tomado por Flores, quien aporta identidad y buen complemento con la guitarra de Gato Alquinta y la batería de Juanita.
En el disco, Flores colabora con Eduardo Parra en la letra de "Arde el Amazonas", canta coros en varias de las canciones del disco (más notoriamente en "Nubecita Blanca") y además se une a la multiinstrumentalidad típica de los integrantes de Los Jaivas: toca charango, cítara, trutruca, Cacho, kultrum, bongó, güiro, cencerro, triángulo, campanitas tibetanas, udu, percusión y Roland SPD-11.
El músico aparece unido a la banda en el momento en que esta se reencuentra con Chile, y participa en los conciertos de presentación de Hijos de la Tierra por Chile y el extranjero.  Más adelante, Mario Mutis regresa al grupo para la grabación de Trilogía: El Reencuentro, aunque Flores aún participa en algunos de los temas de este disco editado en 1997, tocando bajo. El retorno de Mutis lo hace trasladarse a otros instrumentos dentro del grupo. Existen famosas series de conciertos ofrecidos por Los Jaivas en las que el lugar del bajista se va alternando entre Mutis, Julio Anderson, Pájaro Canzani y Fernando Flores, de acuerdo a la canción que interpretaran.
Flores abandonó la banda de manera definitiva en 1997.
Es parte de la banda con que Carlos "pájaro" Canzani graba su disco "Rock Latino" en 1994